# 사두개파

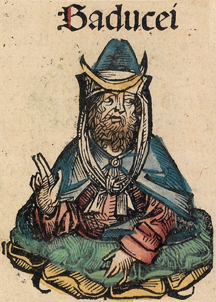
15세기에 그려진 사두개파의 삽화.

사두개파(Sadducees) 또는 사두가이파는 유대교 제사장을 중심으로 한 사상 세력으로서 유대교의 유파이다.

## 어원
사두개파는 다윗 시대 대제사장(대사제)이었던 사독에서 파생한 말로 여긴다. 의롭다는 의미의 차디크(tsaddiq)라는 형용사에서 유래했다는 종래 설은 차디크의 "i"가 차두크(tsadduq)의 "u"로 변한 까닭을 설명할 수 없다. 그래서 다윗과 솔로몬 대에 제사장을 수행한 사독이 사두개인의 선조라는 게 타당하다고 여긴다.

## 개요
사독의 후손들은 마카베오(마카비) 시대까지 사제직을 수행했다. 유대의 종교 및 정치의 최고 지도자인 대제사장을 지지한 당파. 전 2세기에서 예루살렘멸망(기원후 70년)에 이르는 기간에 세력을 가졌던 유파로, 귀족계급에 속하고, 대제사장 및 예루살렘의 유력자들로 이뤄졌다. 바리새인과 대립했는데, 바리새인이 종교적인데 반하여, 그들은 아주 정치적 색채가 강했다. 수는 비교적 소수였으나, 교양도 있었고, 특히 제사장 계급을 독점하여 세력을 폈다.
종교적으로는 보수적, 현세적으로는 그리스 문화에 대하여 개방적이고 세속적이었다. 그 때문에 마카비 전쟁시대의 종교적, 민족적 개혁기에는 냉대되었는데, 하스몬왕조 (그 초기의 지도자들은 마카비로서 알려진다)가 세속화됨에 따라 세력을 펴고, 이에 비판적이었던 바리새인과 대립하게 되었다. 이 경향은 뒤의 헤롯왕조의 친로마정책과도 영합(迎合)하여, 성전을 중심으로 종교지도자로서 제사장 계급이 강화되었고, 공회 의원도 많았다. 따라서 민중으로부터 떠나 대중적 인기는 없었다. 그 신앙, 사상은 일면 보수적임과 함께 한편 극히 합리적, 현세적이었다. 그들은 바리새인이 부가하고 존중한 유전(遺傳)을 인정치 않고, 성문화된 모세의 율법만을 인정했다. 그 결과로, 부활도, 천사도, 영도, 일체의 존재를 인정치 않았다(막 12:18,눅 20:27,행 23:8). 또한 내세에 있어서의 보응도 부정하고, 영혼은 육체와 함께 죽음을 말하고, 의지의 자유를 주장하여, 하나님의 섭리를 믿는 일은 거의 없었던 것으로 말해진다. 이러한 입장에서 그들은 예수에 대해서도 반대했다. 이러한 그들을 세례 요한은 [독사의 자식들]이라고 했다(마 3:7). 그들은 예수에게 와서, 때로는 하늘로서 오는 표적을 보이기를 청하고(마 16:1-4), 부활에 대해 난문(難問)을 제출하여 시험하려고도 했다(마 22:23-33). 이들을 예수는 바리새인과 동일하게 비난했다(마 16:6,11). 그러나 복음서에서는 바리새인 만큼 비난의 대상으로 되지는 않는데, 그것은 그들이 바리새인 보다 옳기 때문이 아니라, 민중을 떠난 사두개인의 신앙은 영향력이 적어 예수의 시야에 들어오는 일이 적었기 때문이었을 것으로 여겨진다. 그들은 예루살렘 교회 및 바울로도 박해했다(행 4:1-22,23:1-10). 주후 70년의 예루살렘 성전 파괴는 그들의 세력을 뿌리채로 뒤엎어, 그후, 그들에 대해서 언급된 데는 별로 없다. 다만 바리새인의 가르침과 계속 대립되고 있었던 것이, 탈무드에 언급되는데 그치고 있다.

## 정치와 신학
정치적으로는 로마 제국에 우호적인 모습을 보이면서 정치적, 종교적, 경제적인 기득권을 누린 친로마파였다. 당연히 이들은 사상적, 신학적으로 보수적이었다. 사두개는 모세오경으로만 국한된 모세율법에 배타적으로 집착하고, 바리새파 사람들이 받아들인 온갖 주석과 전승들을 거부했다는 점에서 그들과 구별된다. 그들은 특히 천사나 악마의 존재뿐만 아니라 부활 사상과 내세에서의 보상(마 22:22-33)이라는 생각도 받아들이지 않았다(행 23:8-9).그리하여 루가의 복음서에는 부활에 대해 사두개파와 예수가 논쟁을 벌였다는 내용이 나온다(눅 20:27-38).

## 종교
그들은 바리새파 사람들과 함께 산헤드린 의회에서 법관의 역할도 했기 때문에, 사도행전에 사도 바울로가 산헤드린 공회에서 재판을 받았다는 이야기가 나온다(행 23:1-9).

## 소멸
사두개파 사람들은 유대교의 신학과 전통을 중요하게 생각하던 바리새파 사람들과 달리 헬레니즘의 영향을 그대로 방치했다. 광야에서 세례자 요한은 그들을 ‘독사의 자식들’(마태복음서 3:7)로 취급했다. 하지만 사두개파들의 활동무대였던 예루살렘의 성전이 기원후 70년 유대독립전쟁으로 붕괴되면서 사두개파들은 역사속으로 사라지게 된다.